# Ronde van de Toekomst 1984
De Ronde van de Toekomst 1984 (Frans: Tour de l'Avenir 1984) werd gehouden van 4 tot en met 17 september in Frankrijk. 
De ronde werd gehouden in Zuid-Frankrijk waarbij de Pyreneeën werden aangedaan en bestond uit een proloog en twaalf etappes waarvan de derde een ploegentijdrit was en de tiende een individuele tijdrit.
Opvallend in deze Tour was dat er een Sovjet-Russische ploeg meedeed waarvan hoge verwachtingen waren gewekt. 

## Etappe-overzicht
| etappe   | datum        | start          | finish         | afstand | winnaar            | klassementsleider  |
| -------- | ------------ | -------------- | -------------- | ------- | ------------------ | ------------------ |
| proloog  | 4 september  | Valence d'Agen | Valence d'Agen | 5,8 km  | Pjotr Oegroemov    | Pjotr Oegroemov    |
| 1e       | 5 september  | Valence d'Agen | Figeac         | 185 km  | Philippe Chevalier | Philippe Chevalier |
| 2e       | 6 september  | Figeac         | Decazeville    | 165 km  | Benny Van Brabant  | Philippe Chevalier |
| 3e (pt)  | 7 september  | Decazeville    | Millau         | 51 km   | Spanje             | Carlos Hernandez   |
| 4e       | 8 september  | Millau         | Albi           | 168 km  | Benno Wiss         | Carlos Hernandez   |
| 5e       | 9 september  | Albi           | Castres        | 203 km  | Benno Wiss         | Benno Wiss         |
| 6e       | 10 september | Castres        | Foix           | 143 km  | Benny Van Brabant  | Carlos Hernandez   |
| 7e       | 11 september | Foix           | Saint-Gaudens  | 172 km  | Charly Mottet      | Ivan Ivanov        |
| 8e       | 12 september | Saint-Gaudens  | Superbagneres  | 86 km   | Oleg Jarosjenko    | Charly Mottet      |
| 9e       | 14 september | Luchon         | Lourdes        | 132 km  | Oleg Jarosjenko    | Charly Mottet      |
| 10e (it) | 15 september | Lourdes        | Tarbes         | 30,5 km | Miguel Indurain    | Charly Mottet      |
| 11e      | 16 september | Tarbes         | Auch           | 197 km  | Ludwig Wijnants    | Charly Mottet      |
| 12e      | 17 september | Auch           | Toulouse       | 96,5 km | Marc Gomez         | Charly Mottet      |

## Eindklassementen

### Algemeen klassement
| rang | renner                | land        | tijd        |
| ---- | --------------------- | ----------- | ----------- |
| 1    | Charly Mottet         | Frankrijk   | 41u 15' 24" |
| 2    | Jiri Skoda            | Tsjechië    | op 1' 47"   |
| 3    | Philippe Bouvatier    | Frankrijk   | op 2' 27"   |
| 4    | Ivan Ivanov           | Sovjet-Unie | op 3' 44"   |
| 5    | Jean-François Bernard | Frankrijk   | op 5' 52"   |
| 6    | Viktor Demidenko      | Sovjet-Unie | op 5' 53"   |
| 7    | Eric Van Lancker      | België      | op 5' 57"   |
| 8    | Argemiro Bohórquez    | Colombia    | op 6' 59"   |
| 9    | Mike Gutmann          | Zwitserland | op 7' 42"   |
| 10   | Éric Salomon          | Frankrijk   | op 8' 47"   |

### Puntenklassement
| rang | renner            | land   | tijd |
| ---- | ----------------- | ------ | ---- |
| 1    | Benny Van Brabant | België | p    |

### Bergklassement
| rang | renner         | land     | tijd |
| ---- | -------------- | -------- | ---- |
| 1    | Reynel Montoya | Colombia | p    |